# Beppie Melissen
Beppie Melissen (Mijdrecht, 26 mei 1951) is een Nederlands actrice, bekend van onder andere haar gastrollen in de televisieserie Jiskefet. Zij is een jongere zus van schrijver en dichter Sipko Melissen.

## Biografie
Melissen richtte in 1989 samen met René van 't Hof en Leny Breederveld theatergroep Carver op waaraan zij nog steeds verbonden is.
Melissen is bij het grote publiek vooral bekend geworden door gastoptredens in het televisieprogramma Jiskefet en dan met name door haar rol in de afleveringen over het bejaardentehuis "St. Hubertusberg". Zij speelt daarin de onsympathieke en cynische hoofdzuster. Een andere bekende Jiskefet-rol is die van José, de vrouw van de "witte bosneger" Oboema.
Zij acteerde in televisieseries als Baantjer, IC en Wet & Waan en in vele films, waaronder Advocaat van de Hanen, Theo en Thea en de ontmaskering van het tenenkaasimperium, De Heineken Ontvoering en Het Zakmes met onder meer Olivier Tuinier, Genio de Groot en Adelheid Roosen. Haar improvisatietalent leverde haar de rol van Joke op in de Ko de Boswachtershow. 
In 2006 en 2007 speelde Melissen in de televisieserie Gooische Vrouwen. Daarin was ze regelmatig te zien als Greet Hogenbirk, de moeder van Martin Morero. Na het overlijden van haar personage in de serie, speelde ze vanaf seizoen 4 Cor Hogenbirk (Tante Cor), de zus van Greet. In 2008 was ze te zien als Gees in de film Vox Populi van regisseur Eddy Terstall. Ze ontving in maart van datzelfde jaar de Mary Dresselhuys Prijs vanwege "de inzet en de volharding van Melissen waarmee zij haar geesteskind Toneelgroep Carver inspireert tot humoristische voorstellingen die vaak gaan over absurditeit van het leven en het onvermogen van de mens om daarmee om te gaan". Vervolgens speelde ze in de Nederlandse comedyserie Iedereen is gek op Jack als Coby Keizer. In 2012 was Melissen te zien in een Nederlandse versie van de comedyserie The Golden Girls. De andere golden girls waren Loes Luca, Pleuni Touw en Cecile Heuer. Vanaf 27 augustus 2012 was zij te zien in Villa Morero. Vanaf 15 augustus 2013 speelt zij een rol in het theater in de komedie "Een ideale vrouw". Melissen speelde in 2014 in het toneelstuk Vaslav in het DeLaMar.
In 2018 en 2019 was Melissen te zien als Wilma Klaassen in de televisieserie Nieuwe buren. In 2019 speelde zij een hoofdrol (de dementerende Stine Rasmussen) in de zeer goed ontvangen film Kapsalon Romy. Voor deze film ontving zij op 2 oktober 2020 het Gouden Kalf voor de beste actrice.

## Filmografie
- 1987 -  Mijn Idee, aflevering: Truus - Moeder
- 1987 -  Mevrouw Ten Kate, aflevering: De Zoekgeraakte Ring - Verkoopster kledingzaak
- 1989 - Theo en Thea en de ontmaskering van het tenenkaasimperium - Ingrid
- 1992 - Het Zakmes - Strenge juf (juf Til)
- 1993 - De man met de hoed - Fré
- 1994-1995 - Jiskefet - José
- 1995 - Achter het Scherm - Pamela Paal
- 1996 - Advocaat van de Hanen - Moeder Noppen
- 1997 - Baantjer: De Cock en de bittere moord - Jetje van Eijk
- 1998 - Otje: Mevr. Bontebaai
- 2000 - Televisie - Tecla Zwart
- 2000 - Baantjer: De Cock en de moord op de tuin - Ans de Greef
- 2002 - IC: Het bloed kruipt - Irma
- 2005 - Jiskefet: Sint Hubertusberg - Hoofdzuster
- 2006-2009, 2024-heden - Gooische Vrouwen - Greet Hogenbirk / Cor Hogenbirk
- 2007 - Nadine - Moeder Nadine
- 2008 - Vox Populi - Gees
- 2009 - Komt een vrouw bij de dokter - Moeder Carmen
- 2010 - De Troon - Wilhelmina van Pruisen
- 2011 - Gooische Vrouwen (film) - Cor Hogenbirk
- 2011-2012 - Iedereen Is Gek Op Jack - Coby Keizer
- 2012 - Golden Girls - Els Groen
- 2012 - Villa Morero - Cor Hogenbirk
- 2013 - Monsters University - (stem) Decaan Hardscrabble
- 2014 - Wonderbroeders - Zuster Ursula
- 2014 - Pak van mijn hart - Nel
- 2014 - Gooische Vrouwen 2 - Cor Hogenbirk
- 2015 - Sinterklaasjournaal - Annelotte Kort-van Memorie
- 2015 - Tessa - Liesbeth Kronenberg
- 2015-2016 - Missie Aarde - minister van ruimtevaart
- 2016 - Familieweekend - Moeder Corrie
- 2016 - Tonio - Oma
- 2017 - Tuintje in mijn hart - Gladys
- 2017 - Gek van geluk - Fien
- 2017 - Oude Liefde - Fransje
- 2018-2019 - Nieuwe buren - Wilma Klaassen
- 2019-heden - Oogappels - Moeder Tim
- 2019 - Familie Kruys - Ada
- 2019 - Wat is dan liefde - Elly
- 2019 - Kapsalon Romy - Stine Rasmussen
- 2019 - De Liefhebbers - Lea
- 2019 - DNA - Betty
- 2020 - Nieuw zeer - verschillende rollen
- 2021 - Luizenmoeder - Janny
- 2022 - Vaders & Zonen - caissière Johanna
- 2022 - Zwanger & Co - moeder van Merel
- 2022-2024 - Moedermaffia - Cecilia Veenstra
- 2023 - Rocco & Sjuul - Sjuul
- 2024 - Koningshuis the Musical - Loesewies Scholten
- 2024 - Jackson & Malone - Madam Mouli
- 2024 - Tieners tegen kwalen - Voice-over[2]
- 2024 - Sinterklaasjournaal - Loes van der Wiel
- 2024 - Goudappels - Moeder Tim
- 2025 - De Idylle - Joke